# Улица Габричевского
У́лица Габриче́вского (до 5 апреля 1965 года — проекти́руемый прое́зд № 1351) — улица в Северо-Западном административном округе города Москвы на территории района Покровское-Стрешнево.

## История
Улица получила современное название в память об одном из основоположников отечественной микробиологии, основателя московской школы бактериологов, разработчике вакцины против скарлатины и дифтерии Г. Н. Габричевском (1860—1907). До 5 апреля 1965 года называлась проекти́руемый прое́зд № 1351.

## Расположение
Улица Габричевского проходит вдоль путей Рижского направления Московской железной дороги на юго-восток, поворачивает на северо-восток, с востока к улице примыкает Полесский проезд, далее улица Габричевского пересекает Врачебный проезд и проходит до Волоколамского шоссе. Нумерация домов начинается с юго-западного конца улицы.

## Примечательные здания и сооружения

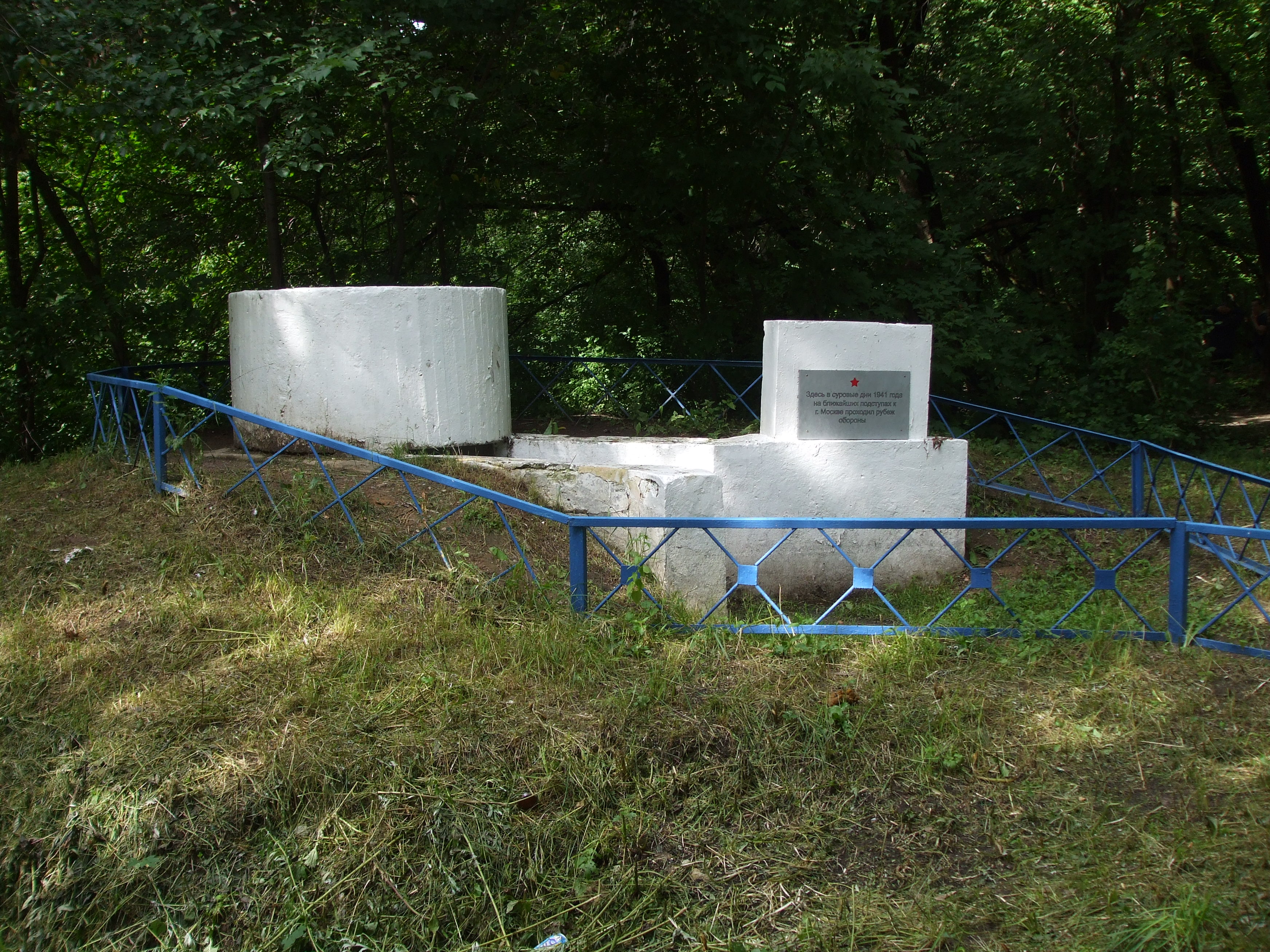
ДОТ последнего рубежа обороны Москвы

- ДОТ последнего рубежа обороны Москвы — между улицей Габричевского, путями Рижского направления Московской железной дороги и каналом имени Москвы.

### По нечётной стороне
- № 1 — физкультурно-оздоровительный комплекс «Триумф»
- № 5к2 — бывшая медико-санитарная часть № 10 (ныне лечебно-оздоровительный центр № 10)

### По чётной стороне
- № 10к2 — ОПС 125367

## Транспорт

### Наземный транспорт
По улице Габричевского не проходят маршруты наземного общественного транспорта. У северо-восточного конца улицы, на Волоколамском шоссе, расположена остановка «Больница РЖД» автобусов и электробусов № е30, е30к, м1, т70, 88, 356, 412, н12, трамвая № 6.

### Метро
- Станция метро «Щукинская» Таганско-Краснопресненской линии — юго-восточнее улицы, на пересечении улицы Маршала Василевского и Новощукинской улицы с улицей Академика Бочвара и Щукинской улицей.
- Станция метро «Спартак» Таганско-Краснопресненской линии — расположена западнее улицы, на Тушинском поле вблизи стадиона «Лукойл Арена».